# Flyright Records
Flyright Records est le label discographique indépendant britannique de blues et jazz, basé à Bexhill-on-Sea, en Angleterre.

## Histoire
Le label est fondé en 1970 par Mike Ledbitter et Bruce Bastin encore en activité. Elle se spécialise dans la réédition d'enregistrements de blues et de jazz d'avant et d'après-guerre (Seconde Guerre mondiale), rééditions ou inédits ainsi que des enregistrements d'artistes contemporains.
Les musiciens dont les enregistrements sont disponibles sur les CD Flyright comprennent Mississippi, John Hurt, Champion Jack Dupree, The Del-Vikings, Gabriel Brown, Cecil Gant, Sam Chatmon, Pete Seeger, Harry James, Wingy Manone, Johnny Shines, et Hoagy Carmichael, entre autres.